# Tiverton and Honiton (circonscription britannique)
Circonscription parlementaire de la Chambre des communes
La circonscription de Tiverton and Honiton est une circonscription située dans le Devon, représentée à la Chambre des communes depuis 2022 par Richard Foord, membre des Libéraux-démocrates.

## Géographie
La circonscription comprend les villes d'Axminster, Honiton, Lyme Regis, Seaton et Tiverton.

## Liste chronologique des députés
| Législature                                       | Années      | Député      | Député          | Parti               |
| ------------------------------------------------- | ----------- | ----------- | --------------- | ------------------- |
| Tiverton and Honiton issue de Tiverton et Honiton |             |             |                 |                     |
| 52e                                               | 1997–2001   |             | Angela Browning | Conservateur        |
| 53e                                               | 2001–2005   |             | Angela Browning | Conservateur        |
| 54e                                               | 2005–2010   |             | Angela Browning | Conservateur        |
| 55e                                               | 2010–2015   |             | Angela Browning | Conservateur        |
| 56e                                               | 2015–2017   | Neil Parish |                 | Conservateur        |
| 57e                                               | 2017–2019   | Neil Parish |                 | Conservateur        |
| 58e                                               | 2017–2022   | Neil Parish |                 | Conservateur        |
| 58e                                               | Depuis 2022 |             | Richard Foord   | Libéraux-démocrates |